# Марілін Агліотті
Марілін Агліотті  (англ. Marilyn Agliotti, 23 червня 1979) — південноафриканська та нідерландська хокеїстка на траві, олімпійська чемпіонка. Відкрита лесбійка.
Після переїзду до Голландії й отримання голландського громадянства Марілін стала членом національної збірної. Агліотті брала участь у Чемпіонаті Європи 2007 року в Манчестері, де голландці завоювали срібну медаль. У складі національної збірної виграла бронзову медаль Трофею чемпіонів в Менхенгладбаху 2008 рік. Марілін була членом збірної Голландії на літніх Олімпійських іграх 2008 в Пекіні, і завоювала золоту медаль. Вона також була членом збірної Голландії, яка виграла золоту медаль на літніх Олімпійських іграх 2012.
У 2007 Агліотті була висунута Міжнародною федерацією хокею на звання Гравець Року.
Агліотті одружена з жінкою. В інтерв'ю голландському журналу вона сказала, що спільнота хокеїстів має бути відкритішою до гомосексуалів.

## Виступи на Олімпіадах
| Олімпіада   | Дисципліна     | Місце |
| ----------- | -------------- | ----- |
| Сідней 2000 | хокей на траві | 10    |
| Пекін 2008  | хокей на траві | 1     |
| Лондон 2012 | хокей на траві | 1     |